# 李群表示
在数学和理论物理领域，李群表示（Representation of a Lie group）意指李群在向量空间上的线性作用。等价地说，群的表示是一个从该群到向量空间的可逆算子群的光滑同态。表示论在连续对称性的研究中扮演了重要的角色。关于这类表示的研究颇丰，其中一个基本的研究工具是使用对应的无穷小李代数表示。